# Marcipalina tanzaniensis
Marcipalina tanzaniensis är en fjärilsart som beskrevs av Pierre Joseph Pelletier 1975. Marcipalina tanzaniensis ingår i släktet Marcipalina och familjen nattflyn. Inga underarter finns listade i Catalogue of Life.